# Степове (Бузька сільська громада)
Степове́ — село в Україні, у Бузькій сільській громаді Вознесенського району Миколаївської області. Населення становить 157 осіб.

## Населення

### Мова
Розподіл населення за рідною мовою за даними :
| Мова            | Кількість | Відсоток |
| --------------- | --------- | -------- |
| українська      | 113       | 71.98%   |
| російська       | 36        | 22.93%   |
| румунська       | 4         | 2.55%    |
| білоруська      | 1         | 0.64%    |
| болгарська      | 1         | 0.64%    |
| інші/не вказали | 2         | 1.26%    |
| Усього          | 157       | 100%     |

## Географія
На північно-східній околиці села бере початок Балка Ракова і тече на південний захід.